# Slot Lieser

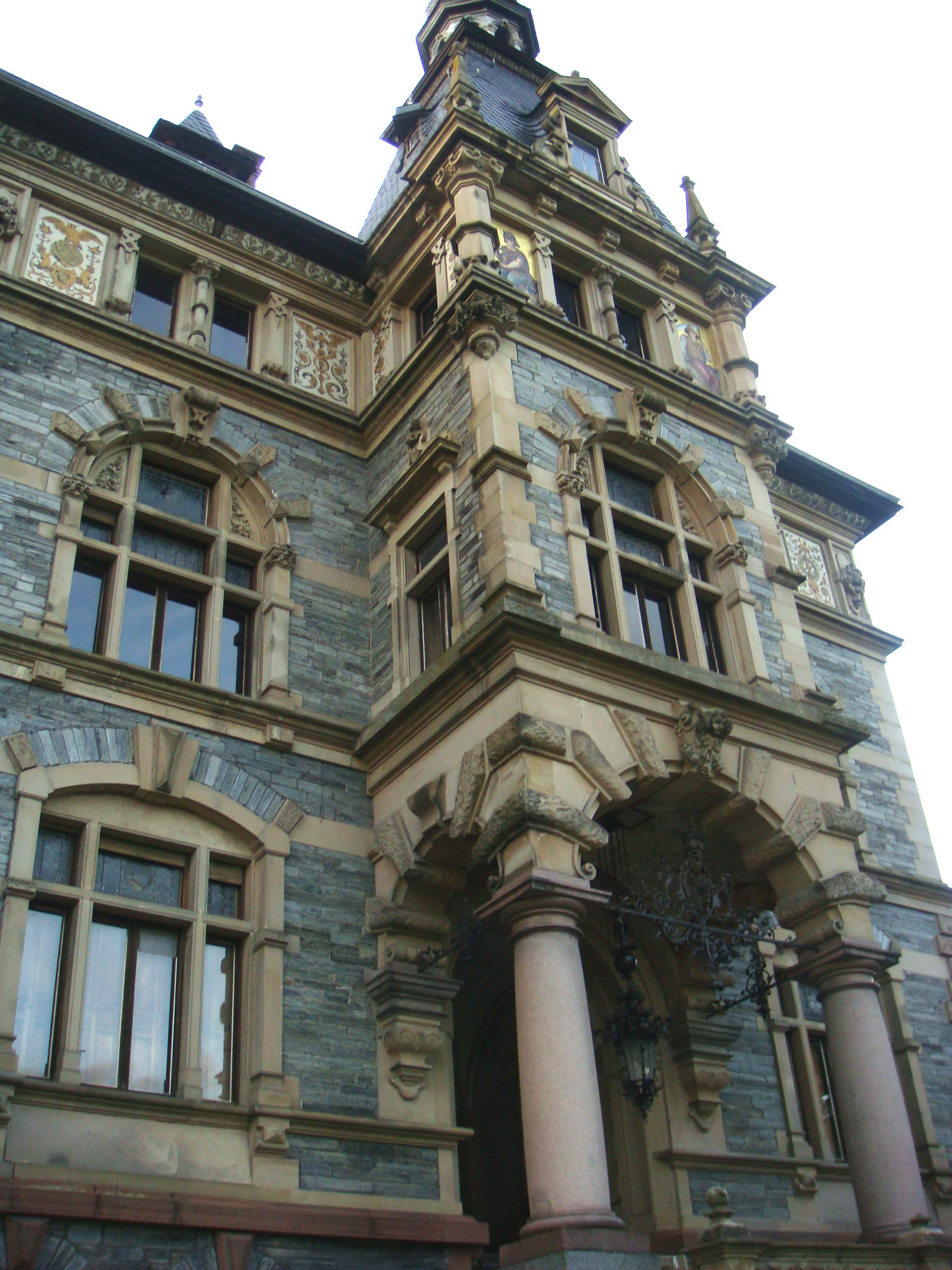
Slot Lieser hoofdingang

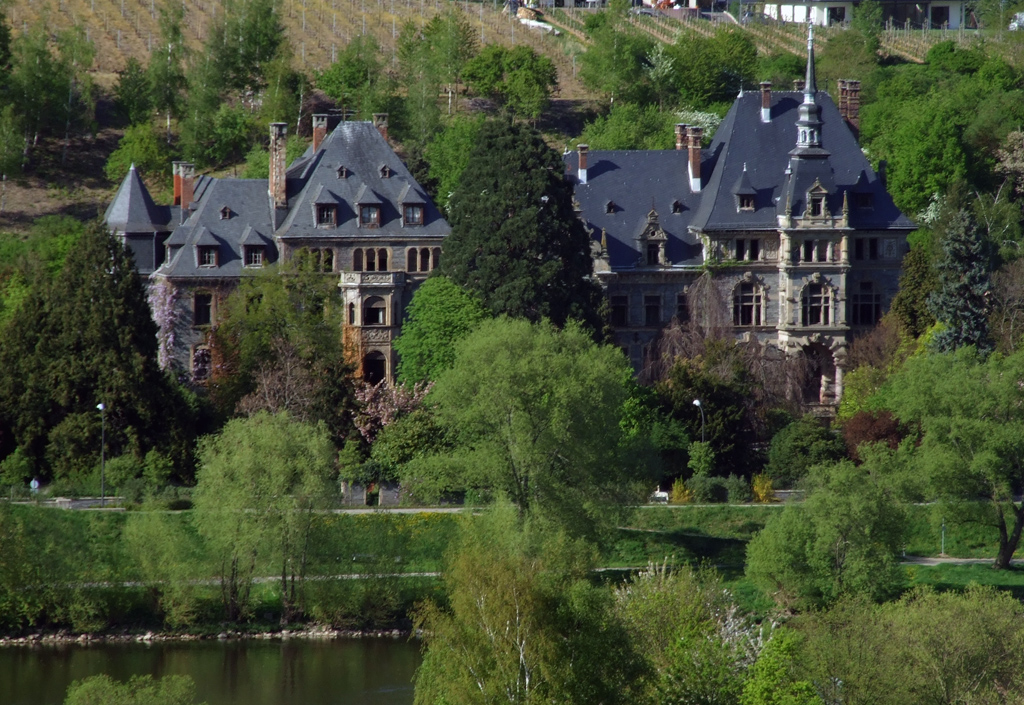
Slot Lieser vanuit de lucht

Het Slot Lieser (Duits: Schloss Lieser) is een kasteel dat in de stijl van Historisme is gebouwd in het gelijknamige wijndorp Lieser aan de Moezel. Het is het opvallendste historische gebouw in het dorp en staat al sinds 1981 onder monumentenzorg.

## Geschiedenis
Het hoofdgebouw is gebouwd in 1884-87 op de plek van een herenwoning uit 1710, die toentertijd in bezit was van het bisdom of het Keurvorstendom Trier. Het ontwerp en de planning zijn gerealiseerd door architect Heinrich Theodor Schmidt uit Frankfurt. Ook had hij de rol als aannemer tijdens de realisatie van het kasteel.
Slot Lieser was in het verleden de familiezit van de industriële grootmacht Eduard Puricelli. Hij speelde een grote rol in de energiemarkt(gas) en was mede-eigenaar van de
"Hüttengesellschaft" dat zijn nederzettingen had in Trier en Rheinböllen. Eduard Puricelli was voor de Duitse Conservatieve Partij en politiek zeer actief. In 1867 werd hij voor de Rheinprovinz gekozen voor de Duitse Rijksdag. Na de overwinning van Frans-Duitse Oorlog stemde hij voornamelijk vanwege economische redenen voor de verbinding van de Elzas-Lotharingen met het Duitse Rijk. Willem II had veel waardering voor Puricelli en was dan ook driemaal op bezoek in Lieser.
Puricelli's beide twee zonen zijn vroeg gestorven. De enige dochter Maria trouwde in 1880 met Dr.Clemens Freiherr von Schorlemer-Lieser, een hooggeplaatste Pruisische regeringsfunctionaris. De naam van het kasteel is dan ook gebaseerd op zijn naam. Het kasteel is door Maria in 1895 geërfd. Toen Schorlemer in 1905 vanwege zijn werk lange tijd in Koblenz verbleef is de uitbreiding van het kasteel begonnen. Vanaf die tijd bestaat het kasteel uit twee gedeeltes: het oudere gedeelte (vanuit de Moezel gezien het rechtse gedeelte) is in Neorenaissancestijl en het jongere linkse gedeelte is volgens de jugendstil opgebouwd. De architect heeft op een zeer fraaie wijze het onderscheid tussen beide gedeeltes weten te minimaliseren, waardoor alleen kenners het onderscheid kunnen herkennen.
In 1981 kocht de gemeente Lieser het kasteel voor 600.000 DM van de familie Schorlemer-Lieser. De laatste bewoner van het kasteel was de weduwe Freifrau von Schorlemer-Lieser, Marliese Rheinen. Daarna heeft het gebouw 10 jaar lang leeggestaan en werd slechts 1 keer per jaar gebruikt, met Pinksteren voor het Kasteelfeest. In februari 2001 kocht een investeerder uit Bad Salzuflen voor 2.000.000 EUR het kasteel van de gemeente.
Sinds de zomer van 2019 is een hotel gevestigd in het slot dat behoort tot de Marriott International groep. 
Op 16 september 1953 is Slot Lieser gebruikt als achtergrond voor de film "Moselfahrt aus Liebeskummer". In deze film speelde onder andere Will Quadflieg als Dr. Thomas Arend en Elisabeth Müller als Angela Schaefer.

## De buitenkant
De buitenzijde is vooral gekenmerkt door neogotische elementen. Grote kolommen en sierlijk gedetailleerde elementen geven het kasteel unieke kenmerken. Deze details zijn gebaseerd op de Duitse gedachte van de neorenaissance.
De hoofdingang van het kasteel wordt naast de twee hoge granieten kolommen gekenmerkt door het Madonnabeeld, die naast de verschillende afbeeldingen in entree, de Duitse industrie en agricultuur representeren.

## De begane vloer
De begane vloer is dusdanig gepositioneerd tussen de bergen en de Moezel, dat alle kamers tegen een lange gang aanliggen. Dit is een kenmerk dat ook terugkomt in Engelse 'country' huizen. Het originele bouwplan van de achthoekige gang is gebaseerd op Italiaanse villa's van de 16e en 17e eeuw. De begane vloer ligt niet gelijkvloers, dit om de negatieve effecten van hoogwater te vermijden.
De begane vloer werd dan ook voornamelijk gebruikt voor de dagelijkse werkzaamheden zoals het bottelen van wijn. Wanneer men over de stenen trap naar de volgende verdieping loopt, treft men een aantal imposante wandschilderingen aan. Deze wandschilderingen geven U een indruk van de omgeving waarin het kasteel gelegen is.

## Eerste verdieping
De eerste verdieping is een bel-etage met diverse ontvangstkamers. In de achthoekige zaal, waar de trap afloopt, zijn de beeldhouwwerken, de pijlers en de wandpanelen gecreëerd in het licht Burgreppacher zandsteen. Het plafond is bepleisterd, waarop diverse wandschilderingen zijn aangebracht. De eerste verdieping bevat bovendien nog een aantal andere ruimtes, waaronder een authentieke werkkamer, een ontvangstkamer met dennen en eikenhouten lambrisering, een grote eetkamer met een rijk bewerkt houten plafond en een aantal deurlijsten, de kleine eetzaal voor dagelijks gebruik, een biljartlokaal, verschillende tuinkamers, gastenkamers en een keuken.

## Tweede verdieping
De tweede verdieping was voor privégebruik, bestaande uit slaapkamers, logeerkamers, kamers voor de personeelsleden en een huiskamer. Deze laatste kamer bevat een grote wandtafel en een marmeren open haard. De koperen plaat van de open haard is versierd met een presentatie van Hubert Salentin uit Düsseldorf.

## De kapel
Vanuit de hal van de "Beletage" kom je in de kapel. De kapel is een uniek object op zich. De muurschilderingen van de kapel zijn gemaakt door Karl Julius Gratz. De glas-in-loodschilderijen zijn gemaakt door Binsfeld en Janssen. De heilige beeldhouwwerken zijn gemaakt door Peter Fuchs. De mozaïekvloer is ontworpen door de architect van het Kasteel en geproduceerd in Mettlach.

## Verwijzingen
1. ↑  https://web.archive.org/web/20030616102303/http://bwpc08.fh-trier.de:8080/kuDb/servlet/ortObj?aktSchluessel=216
2. ↑  https://web.archive.org/web/20111004195023/http://www.licht1.homepage.t-online.de/lieser/html/body_schloss_lieser_und_der_schloss.html

- Moselfahrt aus Liebeskummer: http://www.imdb.com/title/tt0046096/